# جيوفري مايرز
جيوفري مايرز (بالإنجليزية: Geoffrey Myers)‏ (6 مارس 1986 بليبيريا - ) هو لاعب كرة قدم ليبيري في مركز الهجوم. لعب مع Minnesota Thunder ‏ وMinnesota Twin Stars ‏.

## وصلات خارجية
- جيوفري مايرز على موقع قاعدة بيانات كرة القدم.إي يو (الإنجليزية)